# Jacob Schmutz
Jacob Schmutz (* 23. August 1971) ist ein Philosoph und Professor für Geschichte der Philosophie im 17. Jahrhundert an der Université catholique de Louvain.

## Leben
Schmutz studierte Politikwissenschaften und Philosophie an der Université libre de Bruxelles (Abschluss mit Licence 1994), University of Cambridge (MPhil 1996) und der École des hautes études en sciences sociales (EHESS) in Paris (DEA 1997). Von 1997 bis 2001 war er wissenschaftlicher Aspirant beim belgischen Fonds de la recherche scientifique – FNRS, parallel lehrte er ab 1999 an der theologischen Fakultät der Université Catholique de Lille. Anschließend war er Stipendiat der Casa de Velázquez in Madrid. Er promovierte 2003 an der religionswissenschaftlichen Sektion der École Pratique des Hautes Études (EPHE) und der Université Libre de Bruxelles mit Philosophischen und textuellen Untersuchungen zur Metaphysik der spanischen Jesuiten, 1540–1767. 
Von 2004 bis 2020 lehrte Schmutz als Dozent (Maître de conférences) für Philosophie an der Universität Paris IV bzw. Sorbonne Université und leitete von 2010 bis 2014 die Abteilung für Philosophie und Soziologie an der Außenstelle der Universität Paris-Sorbonne in Abu Dhabi. Seit 2020 ist er Professor am Institut Supérieur de Philosophie der Université catholique de Louvain, wo er hauptsächlich frühneuzeitliche Philosophie und ihre scholastischen Quellen aus dem Mittelalter und der Renaissance lehrt.

## Schriften (Auswahl)
- mit Olivier Boulnois und Jean-Luc Solère (Hg.): Le contemplateur et les idées. Modèles de la science divine, du néoplatonisme au XVIIIe siècle. Actes d’un colloque organisé à l’Institut universitaire de France, du 17 au 19 mai 1999. Paris 2002, ISBN 2-7116-1566-9.
- La querelle des possibles. Recherches philosophiques et textuelles sur la métaphysique jésuite espagnole, 1540–1767. 2003, OCLC 1015978042.
- mit Pasquale Porro (Hg.): La posterità di Giovanni Duns Scoto. Turnhout 2008, ISBN 978-2-503-51982-1.
- mit Petr Dvořak (Hg.): Juan Caramuel Lobkowitz. The last scholastic polymath. Prague 2008, ISBN 978-80-7007-283-7.